# Савва, Михаил Валентинович
Михаил Валентинович Савва (род. 19 ноября 1964, Краснодар, СССР) — российский и украинский политолог, эксперт Центра гражданских свобод, общественный и политический деятель. Доктор политических наук, ранее профессор Кубанского государственного университета.

## Биография

### Образование
В 1989 году окончил исторический факультет Кубанского государственного университета, в 1993 году — аспирантуру. В 1996 году окончил социологический факультет Кубанского государственного университета, в 2001 году — аспирантуру социологического факультета Московского государственного университета, где защитил диссертацию на соискание учёной степени кандидата социологических наук. В 1994-1999 годах соискатель кафедры национальных и федеративных отношений Российской академии государственной службы при Президенте РФ, в которой защитил диссертацию на соискание учёной степени доктора политических наук.

### Работа
С 1991 по 1993 год Михаил Савва возглавлял отдел по национальным вопросам и межнациональным отношениям Краснодарского краевого Совета народных депутатов, занимавшийся подготовкой краевых нормативных актов и аналитических материалов по вопросам межэтнических отношений и национально-культурного развития. До образования краевого подразделения Миграционной службы РФ в ведение отдела входило также исполнение части функций Миграционной службы на территории Краснодарского края.
В 1993—1994 годах Савва был главой управления по делам национальностей, региональной политике и миграции администрации Краснодарского края, осуществляя взаимодействие с этническими объединениями края и решая вместе с миграционной службой края вопросы приёма и обустройства беженцев и вынужденных переселенцев. В этот период Савва также занимался урегулированием межэтнических конфликтов на территории края. В 1994—1995 годах Савва возглавлял департамент по делам национальностей министерства по делам национальностей и региональной политике России, где взаимодействовал с национально-культурными общественными организациями и участвовал в урегулировании межэтнических конфликтов уже на федеральном уровне. При его участии готовились проекты законов «О национально-культурной автономии в РФ» и «О статусе коренных малочисленных народов в РФ». Уволился по собственному желанию, отвергая национальную политику России на Северном Кавказе во время первой чеченской войны.
В 1995—1996 годах Савва — заместитель Главы администрации Краснодарского края и представитель администрации в Законодательном собрании края. С августа 1997 по январь 2001 года он был заместителем начальника, а затем начальником управления по делам общественных и межрегиональных связей мэрии Краснодара. Вскоре после смены мэра в декабре 2000 года Савва ушёл в отставку из-за несогласия с политикой, проводимой новым городским руководством.
С 1996 года Савва работает в Кубанском государственном университете, где был доцентом, а затем профессором кафедры политологии, а с 2001 года профессором кафедры связей с общественностью и социальных коммуникаций. Вёл курсы «Конфликтология», «Теория и практика связей с общественностью», а также ряд спецкурсов по этнической политике. С января 2001 года Михаил Савва является также директором грантовых программ общественной организации Южный региональный ресурсный центр. В рамках этой работы он занимался разработкой методических рекомендаций по развитию гражданского общества. Член Общественной наблюдательной комиссии Краснодарского края по контролю за обеспечением прав человека в местах принудительного содержания граждан. Специалист в области исследования межнациональных отношений. Автор большого числа публикаций по вопросам межнациональных конфликтов и проблем межэтнических отношений. Изданы его монографии «Этнический статус (конфликтологический анализ социального феномена)» (Краснодар, 1997), «Пресса, власть и этнический конфликт (взаимосвязь на примере Краснодарского края)» (Краснодар, 2002, в соавторстве), «Новые диаспоры Краснодарского края» (Краснодар, 2006). Статьи Михаила Саввы публиковались в таких ведущих профильных изданиях, как «Социологические исследования» (журнал РАН) и «Международная жизнь» (журнал министерства иностранных дел России).

### Оценка научной деятельности
Как ученый интересовался этническими проблемами. У него есть монографии, статьи, книги. Как минимум десять лет он много изучал проблемы гражданского общества. Что касается его взглядов, то это человек не склонный к радикализму. У него всегда были умеренные взгляды. Он классический, очень профессиональный профессор, его очень любят студенты, он руководил многими научными работами аспирантов, преподаватель высшего класса. Во всем, что касается политологии, он один из лучших кубанских ученых.— Алексей Кольба, доцент кафедры политологии и политического управления КубГУ

## Уголовное преследование
11 апреля 2013 года на основании материалов оперативно-розыскной деятельности ведомства было возбуждено уголовное дело в отношении Михаила Саввы по ч.3 ст. 159 УК РФ «Мошенничество в особо крупном размере». Речь идёт о хищении бюджетных средств, выделенных администрацией Краснодарского края на гранты. По версии следователя ФСБ, при реализации программы «Построение мира», на которую получен федеральный грант Министерства экономического развития РФ, Михаил Савва не провел социологического исследования, на которое было запланировано более 300 тысяч рублей.
Возбуждённое дело в отношении Михаила Саввы, по мнению его супруги Елены, является политическим. Она сообщила, что при обыске в квартире сотрудников ФСБ интересовали зарубежные контакты её мужа.
12 апреля 2013 года Михаил Савва был задержан на 48 часов. Около 06:00 в квартире Михаила Саввы начался обыск, который проводили сотрудники УФСБ.
Согласно данным ФСБ Савва виновен в хищении бюджетных денег, полученных ЮРРЦ в качестве гранта. В понедельник, 15 апреля 2013 года, Савва должен был приехать в Москву на заседание президентского Совета по правам человека, чтобы выступить с докладом о проверках НКО на Кубани.
13 апреля 2013 года Октябрьский районный суд Краснодара избрал меру пресечения Михаилу Савве, в виде ареста сроком на 2 месяца.
14 марта и 10 апреля 2013 года сотрудники краевого управления ФСБ провели обыски в Южном региональном ресурсном центре.
27 апреля в Краснодаре прошёл митинг в поддержку профессора Саввы. Митинг собрал около сотни человек: студентов, коллег, гражданских активистов.
13 мая 2013 года в отношении Саввы возбуждено второе дело по ст. 159 УК РФ («Мошенничество»). На этот раз политолога и правозащитника обвиняют получение денег за курс, который он не вёл.
По словам адвоката профессора Марины Дубровиной, Савве вменяется получение порядка 90 тысяч рублей в качестве оплаты за проведение курса, которого, по версии следователя ФСБ, Савва не провёл. Марина Дубровина и сам Михаил Савва считают это обвинение надуманным.
5 июня 2013 года Октябрьский районный суд вынес решение продлить арест профессора Михаила Саввы до 11 августа.
17 июня 2013 года Союз солидарности с политзаключенными признал Михаила Савву политическим заключённым. «Политическим» называет дело против Саввы и заместитель директора Human Rights Watch по Европе и Центральной Азии Рейчел Денбер.
8 августа 2013 года Октябрьский районный суд вынес решение продлить арест профессора Михаила Саввы до 11 октября.
5 ноября 2013 года в Краснодаре начался суд по делу Михаила Саввы, которого УФСБ Краснодарского края обвиняет в мошенничестве по двум частям 159-й статьи Уголовного кодекса. Известный правозащитник Лев Пономарёв, занятый помощью краснодарскому учёному, опасается, что сотрудники спецслужб собираются обвинить Михаила Савву в государственной измене.
Обвинение Михаила Саввы построено на показаниях Виктории Реммлер, директора маркетингового агентства «Пилот», с которым сотрудничал Савва.
2 апреля 2014 года Первомайский районный суд Краснодара вынес Савве обвинительный приговор, назначив наказание — 3 года условно.
21 мая 2014 года в материале на портале «Ясно» Михаил Савва не исключил заведения новых уголовных дел против него.
19 февраля 2015 года уголовно-исполнительная инспекция обратилась в Советский районный суд Краснодара с ходатайством отправить в колонию профессора Михаила Савву. По сведениям источника в правоохранительных органах Краснодарского края, уголовно-исполнительная инспекция выступила с соответствующим ходатайством, поскольку осужденный нарушил «режим отбывания условного наказания» — якобы он скрылся за границей. В этот же день Михаил Савва сообщил, что покинул Россию и обратился за получением политического убежища в одной из европейских стран, опасаясь того, что ему могут предъявить обвинение по еще одному уголовному делу.
23 ноября 2015 года стало известно, что главное следственное управление МВД по Краснодарскому краю предъявило новое обвинение профессору Михаилу Савве в мошенничестве при получении выплат, совершенном группой лиц по предварительному сговору.
20 октября 2023 года Министерством юстиции России внесён в список физических лиц «иностранных агентов».

### Отзывы
Директор Института этнологии и антропологии РАН Валерий Тишков после ареста Саввы заявил: «За его порядочность в плане финансовых средств могу поручаться. Дело поддержки НКО вёл скромно и без политизации. Ребята в СК и ФСБ, видимо, имеют установку давить всех, кто пытается чего-то возражать обыскам и изъятиям. Тем самым бьют по вполне лояльным гражданам, делая из них уже упёртых критиков власти и ситуации в стране. Тем временем ненавистники России потирают от удовольствия руки и не только. Когда и кого будем призывать к ответу за этот антироссийский маразм?».
По мнению кубанского общественно-политического активиста, директора Национал-правозащитного комитета «Презумпция» Альберта Гаямяна, Михаил Савва осознано вёл борьбу против российского государства: «Я убеждён в том, что Михаил Валентинович является высокоинтеллектуальным человеком, а значит, он прекрасно осознаёт то, чем занимается, распределяя „забугорные“ деньги среди российских НКО. Считаю, Савва понимает то, что американские деньги даются лишь на разложение чуждого им (американцам) общества и государства, а не на его процветание. Как любой менеджер, он заинтересован в большем обороте денег. Следовательно, он корыстно лоббировал и пропагандировал либерализацию общества и власти, направленную на уничтожение сложившейся общественно-культурной формации России».

## Михаил Савва о ситуации на Кубани
«Основания для протестных настроений в крае есть, и они очень серьезные. Они не специфичны для нас, кубанцев, в целом те же, что и по всей России. Можно выделить два главных основания. Первое — это очень высокий уровень относительной депривации, или, проще говоря, глубокое чувство ущемленности, дефицит справедливости. Дело в том, что за нулевые годы в России сформировался новый правящий класс. Это бюрократия — чиновники в погонах и без погон — любые. Их возможности неимоверны, их права значительно выше, чем права всех остальных людей, и это стало в привязке к информации о фальсификациях на последних думских выборах спусковым крючком для массовых протестных действий. Классики теории относительной депривации утверждают, что люди становятся способными на организованные протестные действия не по классовому признаку, не по уровню доходов, а в силу общего чувства несправедливости. Обратите внимание на протестные акции, которые имели абсолютно одинаковый формат в Москве, Петербурге и у нас в Краснодаре: они объединяли людей вне зависимости от уровня доходов. Помните, может быть, в одной старой революционной песне есть такая строчка: „кто паровозы оставлял, идя на баррикады“. Сегодня люди порой и „бентли“ оставляют, уходя на Болотную. Что это значит? Граждане, даже с весьма высоким уровнем доходов, стали чувствовать себя беззащитными перед бюрократией» — Михаил Савва.